# 克里斯汀·迪奧

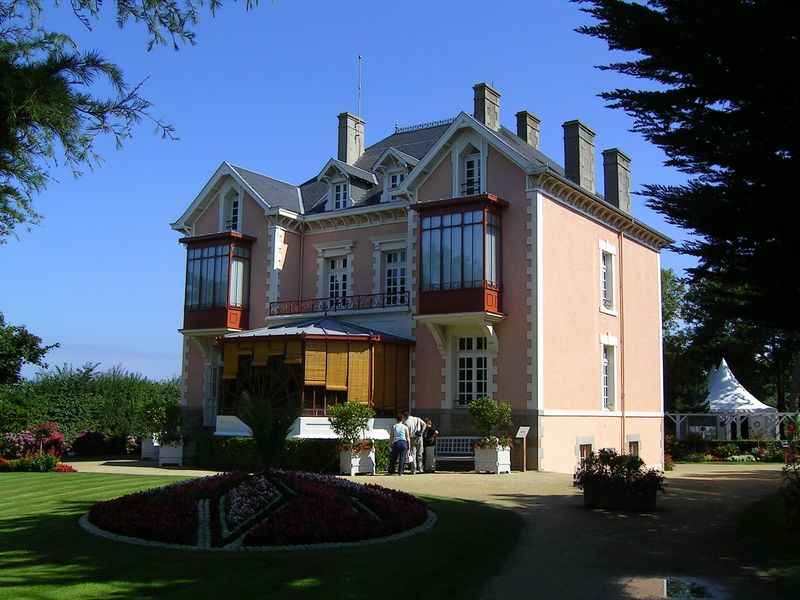
迪奧位於法國格朗维尔的家鄉

克里斯汀·迪奧（英語：Christian Dior，法語發音：[kʁistjɑ̃ djɔːʁ]，1905年1月21日—1957年10月23日），法國時尚設計師，现代时尚之父，迪奥以简洁大方的设计风格及超乎众人的审美闻名于时尚界，其推崇的风格往往简约华贵，奥黛丽·赫本曾经评价迪奥的时尚是唯一经得起时间磨砺的奢侈。
迪奥曾就讀巴黎政治學院。最著名是創立與他同名的時尚品牌Dior，不過該品牌現時已由Groupe Arnault擁有。而克里斯汀·迪奧本人十分相信運氣。亦因此曾推出名為Lucky的香水。